# Albert Johnson (cầu thủ bóng đá, sinh năm 1923)
Albert Johnson (7 tháng 9 năm 1923 - tháng 12 năm 1989) là một cầu thủ bóng đá người Anh thi đấu ở vị trí hậu vệ biên.

## Sự nghiệp
Sinh ra ở Morpeth, Johnson kí hợp đồng với Bradford City vào tháng 1 năm 1947 từ Ashington, năm 1950 rời câu lạc bộ để gia nhập Kettering Town. Trong thời gian với Bradford City ông có 35 lần ra sân ở Football League.